# Гхат

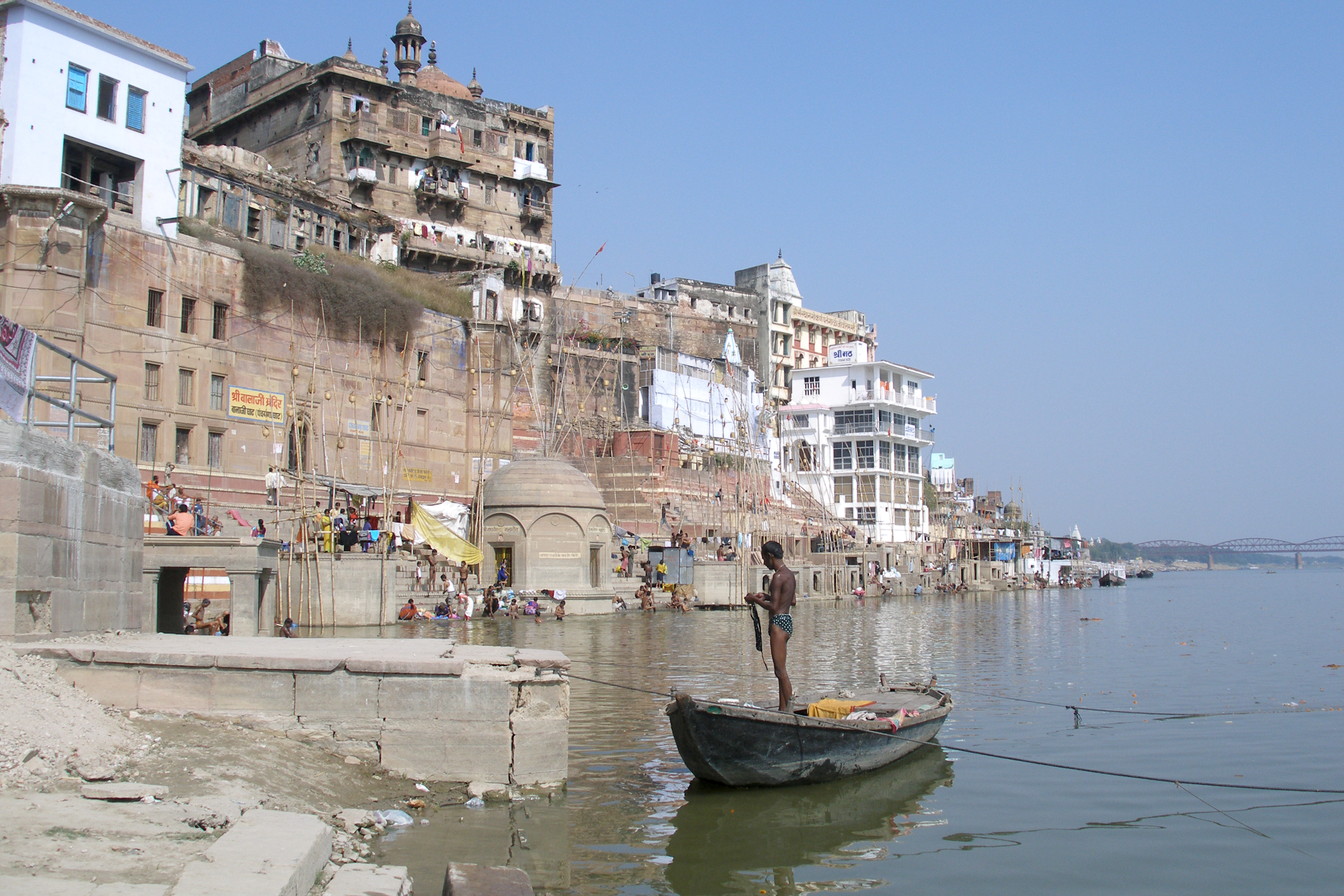
Гхаты в Варанаси

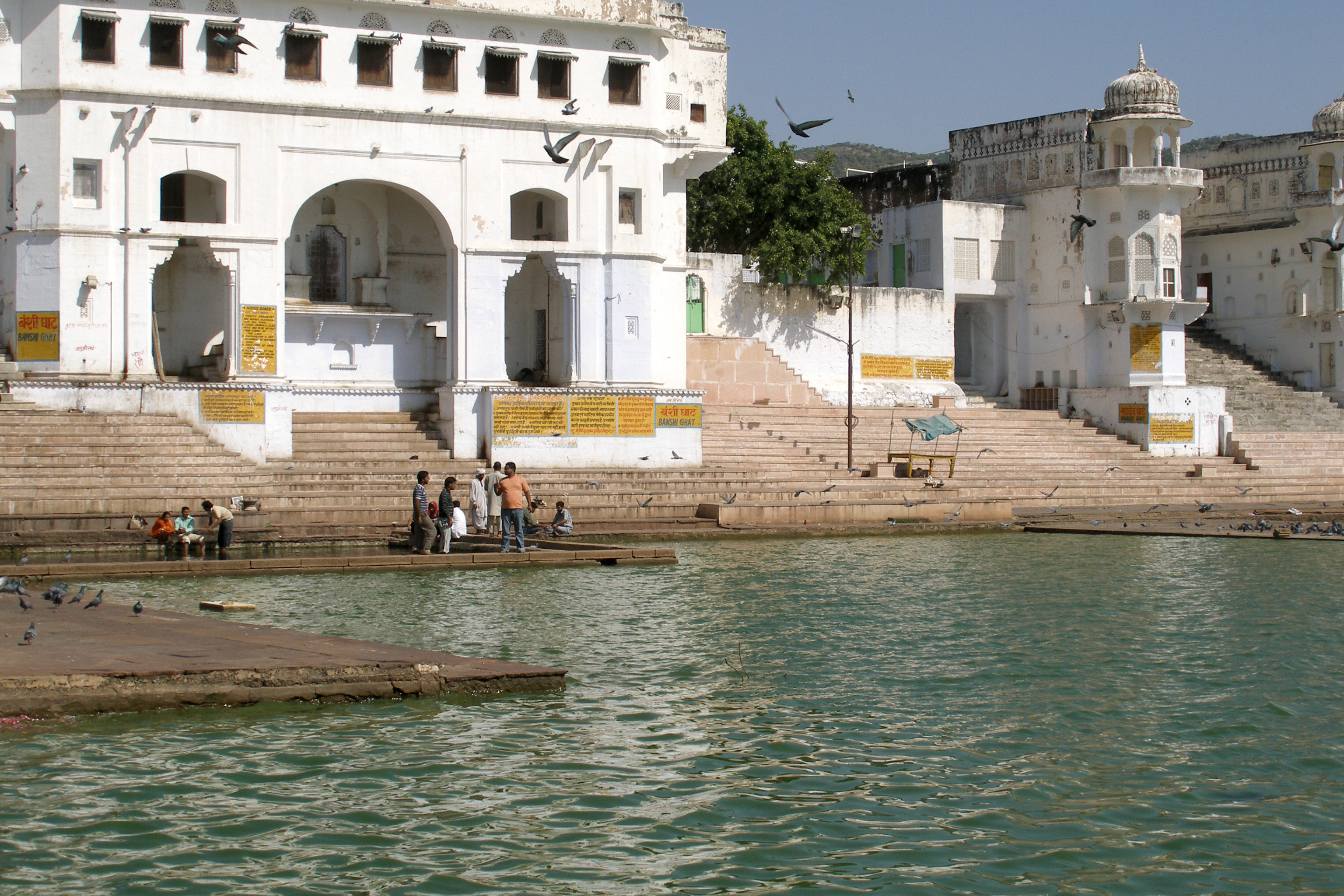
Гхат в Пушкаре

Гхат (бенг. ঘাট, хинди घाट) — каменное ступенчатое сооружение, служащее для ритуального омовения индуистов и/или как место кремации. Гхаты постепенно строились и перестраивались в течение нескольких тысяч лет.
Гхаты располагаются на берегах всех священных рек Индии. Самые известные гхаты — в городе Варанаси на западном берегу Ганга, между впадениями в него рек Варуна и Асси — практически непрерывно застроены на всём этом протяжении.
Они являются одной из визитных карточек священного для индуистов города, а также важным сакральным местом для миллионов верующих.
Ритуальные похороны с последующей кремацией тел происходят лишь на двух гхатах. Один из них — Харишчандра — самый крупный в Варанаси. На нём находится построенный в 1989 году электрический крематорий, который не пользуется популярностью — в нём кремируют лишь самых бедных, для которых не удалось собрать денег на дрова, или тех, кому нужно побыстрее завершить процесс кремации. Второй — Маникарника. Другие известные гхаты — Дасашвамед и Кедар.
Большинство гхатов служит для ритуального омовения индуистов.
Обряд кремации должен быть произведён на берегах Ганги с обязательным использованием натуральных дров, весьма дорогих в Индии. После сжигания останки сбрасываются в реку. Стоимость кремации в электрическом крематории — 500 рупий. Стоимость дров для костра — около 5 тысяч рупий.
Некоторые категории людей — монахов, беременных, детей, больных проказой — не сжигают, к трупам привязывают камень, вывозят их на середину Ганги и сбрасывают с лодки. Смерть на берегу Ганги, согласно доктринам, освобождает душу из цикла реинкарнации.
За происходящими ритуалами на гхатах наблюдает множество туристов.
Также существует много известных гхатов по берегам священной реки Ямуны, в особенности в районе Вриндавана, который особенно расцвёл во времена правления принцев Раджпута (XVII — XVIII века). Тогда из красного песчаника было построено множество красивых храмов и гхат. Первый из них возник около 1580 года, а последний — в 1870 году. Многие гхаты затерялись в безвестности либо с течением времени исчезли под слоем песка и грязи. В настоящее время предпринимаются усилия, чтобы восстановить вриндаванские гхаты и вернуть им былую славу.
Другие известные гхаты расположены в штате Мадхья-Прадеш на берегах реки Нармада.

## Интересные факты
Также Гхатами — Западными и Восточными — называются горы на полуострове Индостан.